# Bitwa pod Anghiari (obraz Leonarda da Vinci)

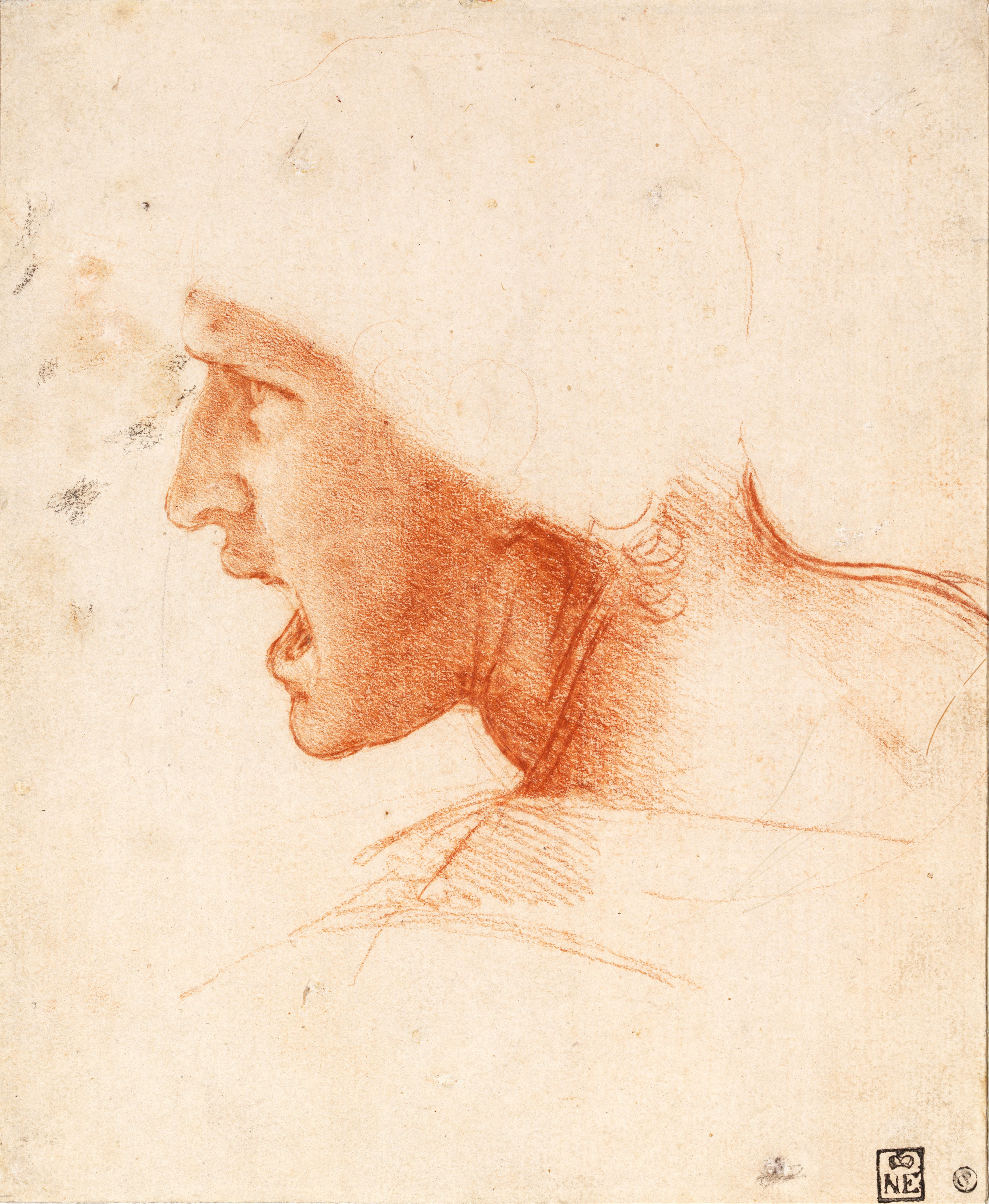
Szkic elementu do malowidła Bitwa pod Anghiari wykonany prawdopodobnie przez samego Leonarda

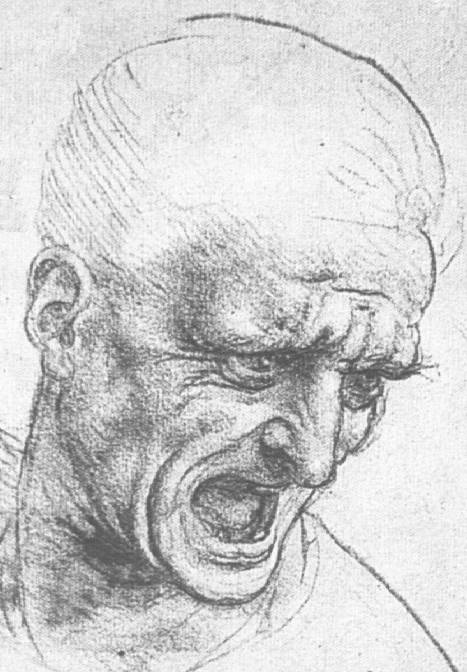
Szkic wykonany przez nieznanego ucznia Leonarda na podstawie kartonu swego mistrza

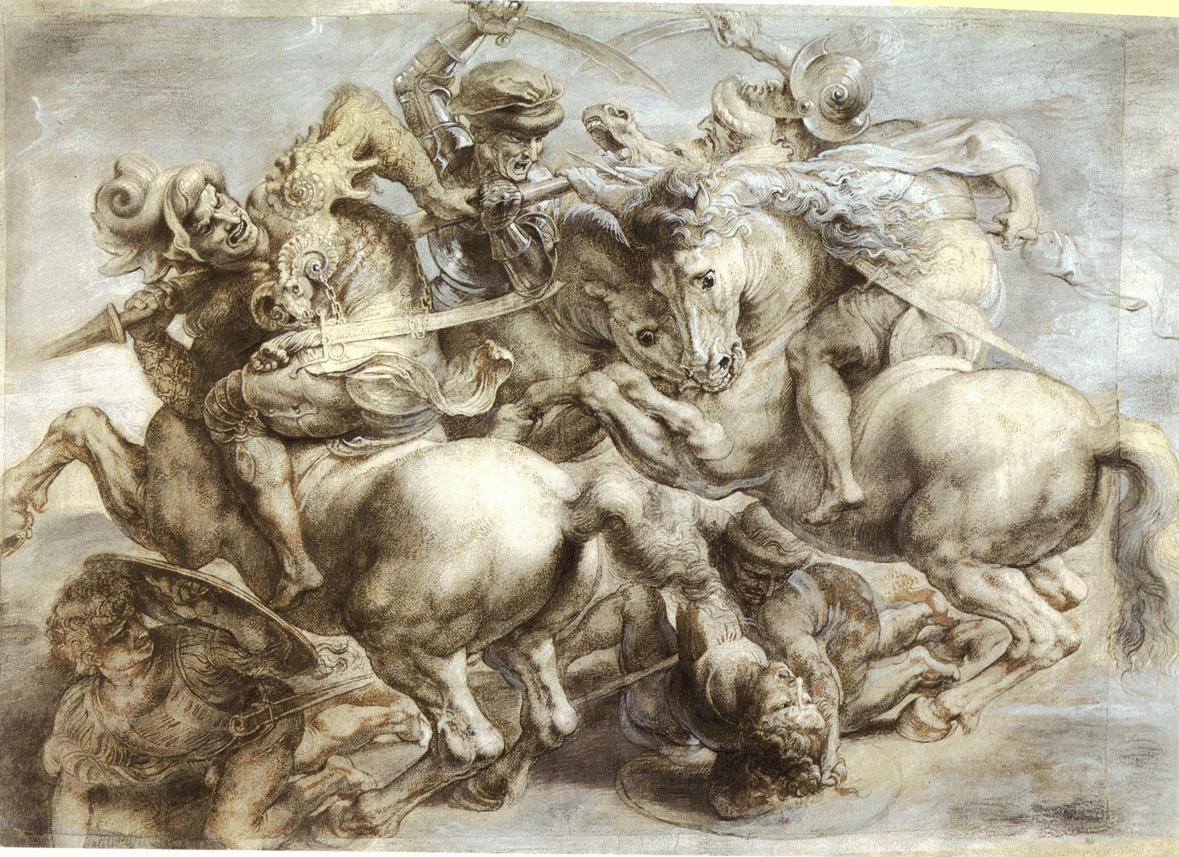
Szkic wykonany przez Rubensa na podstawie kartonu Leonarda

Bitwa pod Anghiari – malowidło tworzone w latach 1503–06 przez włoskiego artystę renesansowego Leonarda da Vinci.
W 1503 roku, w październiku, Leonardo dostał zlecenie ozdobienia malowidłem ściennym ściany sali Sali Wielkiej Rady w Palazzo Vecchio. Obraz miał przedstawić bitwę pod Anghiari. Na czas potrzebny do wykonania prac, 24 października, otrzymał do dyspozycji pomieszczenia w klasztorze i dostęp do kościoła dominikanów Santa Maria Novella. Leonardo miał tam mieszkać na koszt państwa. Podczas prac nad obrazem stał się nieświadomie konkurentem dwudziestoośmioletniego Michała Anioła, który otrzymał zlecenie na namalowanie drugiego fresku, na przeciwległej ścianie, w tej samej sali. Był on już powszechnie znanym artystą, głównie za sprawą Piety. Osiadł we Florencji w tym samym czasie co Leonardo. Cieszył się sławą wybitnego rzeźbiarza, jednak uchodził za człowieka przewrażliwionego na swoim punkcie. Michał Anioł jako awanturujący się i niezbyt atrakcyjny rzeźbiarz zaniedbujący higienę osobistą uchodził za zupełne przeciwieństwo starszego o ponad 20 lat Leonarda. Gdy Leonardo malował Bitwę pod Anghiari, Michał Anioł pracował nad Bitwą pod Casciną.
Leonardo chciał ukazać bitwę w sposób ekscytujący i równocześnie odrażający, pokazując okrucieństwo konfliktu zbrojnego. Fresk miał zająć prawie jedną trzecią długości pięćdziesięciometrowej ściany w salo obrad Wielkiej Rady. Centralnym punktem fresku miała być walka o sztandar. W weneckiej Gallerie de’Accademia zachowały się trzy kartki ze szkicami do fresku. W maju 1504 roku Leonardo, podpisał nowy kontrakt w sprawie wykonania fresku. Nowa umowa zakładała, że malarz ukończy obraz do lutego 1505 roku. Za niewywiązanie się z umowy Leonardo miał zwrócić otrzymane wynagrodzenie oraz zrzec się praw do wykonanej części prac. Prace nad obrazem się przeciągały, w czerwcu 1505 roku niegotowy fresk omal nie został zniszczony przez ulewę. Inną trudnością była słaba przyczepność farb do ściany, wynikająca ze stosowania opracowywanych przez Leonarda nowych technik nakładania farby. Leonardo porzucił pracę nad obrazem wiosną 1506 roku. Pół wieku później malowidło zostało zniszczone. Michał Anioł również nie ukończył malowidła. Bitwa pod Anghiari jest znana z licznych kopii, m.in. autorstwa Petera Paula Rubensa z 1603 roku.
Do naszych czasów zachowały się jedynie rysunki wykonane przez różnych malarzy na podstawie kartonu oraz jeden szkic samego Leonarda. To nieukończone dzieło inspirowało wielu artystów samym swym zarysem. Najsłynniejszy dziś szkic stworzył Peter Paul Rubens.